# Operazione Popeye
L'operazione Popeye (progetto Popeye/Motorpool/Intermediary-Compatriot) fu un programma altamente riservato di modificazione del clima nel sud est asiatico, durato dal 1967 al 1972. L'operazione di inseminazione delle nuvole durante la guerra del Vietnam si è svolta dal 20 marzo 1967 fino al 5 luglio 1972, nel tentativo di prolungare la stagione dei monsoni, in particolare sulle aree del sentiero di Ho Chi Minh. L'operazione è stata utilizzata per indurre la pioggia ed estendere la stagione dei monsoni a sostegno degli sforzi del governo degli Stati Uniti relativi alla guerra nel sud-est asiatico.
L'operazione ha seminato le nuvole con ioduro d'argento e ioduro di piombo, con una conseguente estensione del periodo dei monsoni da una media di 30 a 45 giorni nelle aree interessate. La pioggia continua ha talmente rallentato il traffico di camion da ritenere l'operazione un relativo successo. Tuttavia, la pioggia risultante e le successive inondazioni del vicino fiume Song Con causò il trasferimento dei prigionieri di guerra dal campo di prigionia di Son Tay e, quindi, il fallimento dell'operazione Ivory Coast.
L'ex segretario della Difesa statunitense, Robert S. McNamara, era consapevole delle obiezioni che la comunità scientifica nazionale avrebbe potuto sollevare, ma affermò in una nota al presidente che tali obiezioni non sono state in passato una base per la prevenzione delle attività militari considerate essere nell'interesse della sicurezza nazionale degli USA.
Il programma di modificazione chimica del clima è stato condotto dalla Thailandia alla Cambogia, Laos e Vietnam e presumibilmente sponsorizzato dal Segretario di Stato Henry Kissinger e dalla CIA senza l'autorizzazione del Segretario alla Difesa Melvin Laird, il quale aveva categoricamente negato al Congresso che fosse mai esistito un programma per la modificazione del tempo usato come arma tattica.

## Sviluppo
Un rapporto intitolato Rainmaking in SEASIA delinea l'uso di ioduro di piombo e ioduro d'argento irrorato da aerei in un programma che era stato sviluppato in California al Naval Air Weapons Station China Lake. e testato in Okinawa, Guam, Filippine, Texas, e Florida, sullo studio degli uragani chiamato progetto Stormfury.
Progetto Popeye era l'esperimento di un aumento delle precipitazioni attraverso l'inseminazione delle nuvole condotta dall'omonima Operazione. Gli aspetti tecnici dell'esperimento sono stati verificati dal Dr. Donald F. Hornig, Assistente Speciale del Presidente degli Stati Uniti per la Scienza e la Tecnologia. Nel mese di ottobre del 1966, il progetto Popeye è stato testato in una fascia del Laos, la lingua orientale del Bolovens Plateau, nella valle del fiume Se Kong. Il governo del Laos non era informato del progetto, dei suoi metodi e dei suoi obiettivi. Il test è stato condotto da personale della stazione Naval Ordinance Test situata a China Lake in California. Cinquanta esperimenti di inseminazione delle nuvole furono condotti con il risultato che l'82% delle nubi produsse pioggia entro un breve periodo dopo essere state inseminate. Fu affermato che una delle nuvole attraversò il confine del Vietnam e lasciò cadere 220 millimetri di pioggia su un campo delle forze speciali degli Stati Uniti per un periodo di quattro ore. Dopo la fase di test completata con successo, il Progetto Popeye passò da esperimento a programma operativo del Dipartimento della Difesa USA.

## Obiettivi
L'obiettivo dell'operazione Popeye fu di aumentare le precipitazioni in aree accuratamente selezionate per negare al nemico vietnamita, ovvero ai camion di rifornimento militari, l'uso delle strade a causa di:
- rammollimento superfici stradali;
- frane lungo le carreggiate;
- dilavamento degli attraversamenti fluviali;
- condizioni del suolo mantenuto bagnato oltre il normale periodo di tempo.

Principalmente con questa operazione si voleva allungare la stagione dei monsoni e quindi i giorni di pioggia di circa 30-45 giorni.

## Attuazione
Il 54th Weather Reconnaissance Squadron effettuò l'operazione con lo slogan "fate il fango, non la guerra". A partire dal 20 marzo 1967, e continuando con ogni stagione delle piogge (da marzo a novembre) nel Sudest asiatico fino al 1972, le missioni operative di inseminazione delle nuvole furono portate in aereo. Tre aerei C-130 Hercules e due F-4C Phantom, con base a Udon Thani in Thailandia, della Royal Thai Air Force volarono per due volte al giorno. Gli aerei ufficialmente furono in missione di ricognizione meteo e anche gli equipaggi generarono dati di rapporto meteorologico come parte del loro normale dovere. Gli equipaggi, tutti del 54° Meteo Reconnaissance Squadron, si alternarono regolarmente nell'operazione da Guam. All'interno dello squadrone, le operazioni di creazione di pioggia furono chiamate col nome in codice "Motorpool".
L'area iniziale delle operazioni fu la metà orientale della striscia di terra laotiana. L'11 luglio 1967, l'area operativa fu aumentata verso nord intorno alla zona del 20º parallelo e comprendeva porzioni più occidentali del Vietnam del Nord. Nel mese di settembre del 1967, fu aggiunta all'area operativa la valle di A Shau nel Vietnam del Sud. Le operazioni oltre il Vietnam del Nord furono eliminate il 1º aprile del 1968, in concomitanza con l'attuazione della restrizione sui bombardamenti convenzionali. La regione meridionale del Vietnam del Nord fu aggiunta all'area operativa il 25 settembre del 1968, e poi rimossa il 1º novembre dello stesso anno in concomitanza con una battuta d'arresto per i bombardamenti convenzionali del Vietnam del Nord. Nel 1972, la maggior parte del nord-est della Cambogia fu aggiunta all'area operativa.
Tutte le operazioni di creazione di pioggia cessarono il 5 luglio 1972.

## Rivelazione pubblica
Il reporter Jack Anderson pubblicò una storia nel marzo del 1971, relativa all'operazione Popeye (anche se nella sua rubrica, è stato chiamato Intermediary-Compatriot). Il nome operazione Popeye (Pop Eye) è diventato di pubblico dominio attraverso una breve menzione nel Pentagon Papers e in un articolo del New York Times del 3 luglio 1972.
Con gli articoli di stampa sono state chieste ai membri del Congresso degli Stati Uniti, guidato dal senatore Claiborne Pell, ulteriori informazioni. Le risoluzioni della Camera e del Senato degli Stati Uniti a favore del divieto di guerra ambientale sono state votate come Risoluzione del Senato num. 71 dell'11 luglio 1973, H.R. 116 del 1974, H.R. 329 del 1974 e H.R. 28 del 1975.

## Attuale stato giuridico
Le procedure di modifica del clima, se eseguite per realizzare finalità militari, ricadono ora sotto la disposizione della Convenzione ENMOD (Convenzione sul divieto dell'uso di tecniche di modifica dell'ambiente a fini militari o ad ogni altro scopo ostile).